# Caridad Zazo Cardeña
Caridad Zazo Cardeña (Villaluenga de la Sagra, Toledo, 22 de enero de 1945) es una geóloga española, especializada en los cambios del nivel del mar en el Cuaternario. Es profesora de investigación del Consejo Superior de Investigaciones Científicas (CSIC) en el Museo Nacional de Ciencias Naturales en Madrid. Desde 2015 es académica de número de la Real Academia de Ciencias Exactas, Físicas y Naturales.

## Biografía académica
Se licenció en 1968 en Ciencias Geológicas por la Universidad Complutense de Madrid, donde obtuvo también su doctorado en 1980 (tesis: El cuaternario marino-continental y el límite plio-pleistoceno en el litoral de Cádiz). Entre 1984 y 1988 fue profesora titular del departamento de Geomorfología y Geotectónica de la Facultad de Ciencias Geológicas. Desde 1986 pertenece al CSIC, primero como colaboradora, desde 1989 como investigadora científica y, desde 1991, como profesora de investigación en el Museo Nacional de Ciencias Naturales.
Desde 1990 fue vicepresidenta y desde 1992 a 1994 presidenta de la Sociedad Española de Geomorfología.
Desde 1992 es presidenta del Comité Español de la Unión Internacional para la Investigación del Cuaternario (INQUA), organización en la que ha pertencido además a varios comités y subcomités internacionales.
Ha dirigido 11 tesis doctorales y ha publicado más de 400 trabajos de investigación y divulgación científica.

## Premios y reconocimientos
- 2009: «Golden Chondrite of Merit», Centro de Investigaçao Marinha e Ambiental (CIMA) de la Universidad del Algarve (Portugal)
- 2011: «Arquero de oro», medalla nº 2, Asociación Española para el Estudio del Cuaternario (AEQUA)[3]